# Полканто (Фиренца)
Полканто је насеље у Италији у округу Фиренца, региону Тоскана.
Према процени из 2011. у насељу је живело 396 становника. Насеље се налази на надморској висини од 351 м.